# 和平遗族会全国联络会
和平遗族会全国联络会（日语：／ Heiwa izoku kai zenkoku renraku kai，简称：／ Heizenren）是一个日本的全国性组织，由反对日本遗族会支持官方参拜靖国神社等立场的日本战争遇难者遗属组成。该组织整合了从北海道到冲绳各地成立的“和平遗族会”。

## 概述
该组织以“若不追究天皇的战争责任，便无法真正直面战殁者之死”为活动宗旨，并在此基础上坚持日本宪法所倡导的“主权在民、和平主义、国际协调主义”（前言）、“放弃战争”（第9条）及“政教分离原则”（第20条）精神。其活动目的在于：决不允许在国内外再次制造战殁者与战争受害者，绝不容忍靖国神社官方参拜等任何可能导致战争的行为，共同致力于创造和平。
该组织由医生（前军医）兼牧师小川武满于1986年创立。小川去世后，基督徒西川重则接任代表职务。它与略称相同但领导团体为共产党的“祈愿和平反对战争阵亡者家属协会（简称和平家属会，会长：岛田初代）”无关。

## 历史
早在1969年靖国神社法案首次提交国会审议时，反对该法案“美化战争”倾向的医师（前军医）兼牧师小川武满就联合基督徒战殁者遗属，于同年6月率先成立“基督徒遗族会”。以此为开端，反对靖国神社官方参拜的佛教徒与基督徒等战殁者遗属相继成立多个同类遗族会组织。1982年（昭和57年）7月，在北海道旭川市，约70名基督教与佛教信徒等人士退出日本遗族会系统组织，成立“旭川和平遗族会”。1984年（昭和59年）7月，净土真宗本愿寺派（西本愿寺派）的年轻僧侣们组建“反靖国连带会议”。
该联络会成立的直接契机是1985年（昭和60年）8月15日——即当年终战纪念日当天，时任内阁总理大臣中曾根康弘对靖国神社进行的官方参拜。以这些遗族会组织为核心，在上述靖国神社官方参拜约一个月后的1985年9月17日，成立了筹备委员会。1986年（昭和61年），岩手县、东京县和神奈川县也成立了类似于旭川和平遗属协会的组织；同年1月22日，“信州幸存者协会”成立。最终于1986年（昭和61年）7月7日正式创立本联络会，旨在集结所有反靖国神社情绪的死难者家属组织。2003年（平成15年）12月14日，小川武满代表逝世，原事务局长西川重则自此继任代表职务。小川先前创立的“基督徒遗族会”，联络会代表西川重则同样以执行委员长身份接手管理。2020年（令和2年）7月23日，西川重则代表去世。

## 和平集会（8月15日）
该联络会组织的集会及受邀参与其他团体的集会活动中，每年8月15日（终战纪念日）举行的和平集会已成为固定传统活动之一。
特别是在2014年（平成26年）和2015年（平成27年）的终战纪念日和平集会上，主办方选择靖国神社毗邻的日本基督教团九段教会作为会场。在会场外回荡着支持团体“赞成修宪”签名征集声的同时，集会持续展开对国政的批判。2014年和平集会主题为“亚洲人民无法忘记日本的侵略与加害事实”（アジアは日本の侵略・加害の事実を忘れない）；2015年主题为“战后70年 在亚太战争反省基础上践行宪法！废除《安保法制》！杜绝再造遗族悲剧”（戦後70年　アジア・太平洋戦争の反省の下に憲法を活かそう！　『安保法制』を廃案に！　再び遺族をつくらせないために）。

## 编纂书籍
- . 新日本出版社. ISBN 4-406-01868-9 （日语）.
- . 梨の木舎. ISBN 4-8166-9304-1 （日语）.
- . 新日本医学出版社. ISBN 4-88023-043-X （日语）.
- . 梨の木舎. ISBN 4-8166-9906-6 （日语）.
- . かもがわブックレット　137. かもがわ出版. ISBN 4-87699-619-9 （日语）.

## 脚注

## 相关主题
- 昭和天皇的战争责任